# شهرستان گروزننسکی
شهرستان گروزننسکی (به لاتین: Groznensky District) یک منطقهٔ مسکونی در روسیه است که در چچن واقع شده‌است.